# Home (Staind)
Home è un singolo del gruppo musicale statunitense Staind pubblicato nel 2000, il quarto estratto dal secondo album in studio Dysfunction.

## Formazione
- Aaron Lewis – voce, chitarra ritmica
- Mike Mushok – chitarra solista
- Johnny April – basso
- Jon Wysocki – batteria

## Classifiche
| Classifica                          | Posizione |
| ----------------------------------- | --------- |
| Stati Uniti (mainstream rock songs) | 11        |
| Stati Uniti (modern rock tracks)    | 17        |